# Lucio Marcio Censorino (cónsul 149 a. C.)
Lucio Marcio Censorino  fue un político y militar romano, cónsul junto con Manio Manilio en el año 149 a. C., el primer año de la tercera guerra púnica.
Ambos cónsules fueron enviados a Cartago. El mando del ejército fue dado a Manilio y el de la flota a Censorino.
Fue portavoz en las conversaciones con los cartagineses y, cuando estos rehusaron cumplir las exigencias romanas, que incluían abandonar Cartago y construir otra ciudad alejada unos quince kilómetros de la costa, los dos cónsules iniciaron el asedio. Sin embargo, Censorino volvió pronto a Roma para dirigir los comicios y dejó la dirección de las operaciones en manos de su colega.
Fue censor en el año 147 a. C., con Lucio Cornelio Léntulo Lupo.